# Вич (ТВ серија)
Вич (енгл. W.I.T.C.H.) француско-америчка је анимирана серија базирана на италијанском истоименом стрипу.
Серија прати пет девојака — Вил, Ирму, Тарани, Корнелију и Хај Лин — које имају магичне моћи, које их користе како би испуниле своје дужности као Заштитнице зида. Имена ових пет девојака чине акроним назива серије, упркос томе што ликови заправо нису вештице. Серија се одиграма у замишљеном граду Хартфилд и неколико мистичних светова, углавном Меридијану.
Вич се емитвао од 18. децембра 2004. године на Еј-Би-Си фемили и завршио се 23. децембра 2006. године на Тун Дизни.
У Србији, Црној Гори, Северној Македонији и у неким деловима Босне и Херцеговине цртана серија је синхронизована кренула са емитовањем на РТС 2. Синхронизована је само прва сезона. Синхронизацију је радио студио Blue House Од 2008. године серија се емитовала титлована на каналу Џетикс. Титловане су обе сезоне. Титлове је радио студио Ес-Ди-Ај мидија. Нема DVD издања.